# 瀬戸熊直樹
瀬戸熊 直樹（せとくま なおき、1970年8月27日 - ）は、競技麻雀のプロ雀士。Mリーガー。千葉県八千代市出身。熊本県立熊本高等学校、東京経済大学卒業。日本プロ麻雀連盟所属、Mリーグ・TEAM RAIDEN/雷電所属。

## 経歴
父が自衛官であったため、北は青森県から九州は熊本県まで小学校4回、中学校3回の転校を経験。進学校の熊本県立熊本高等学校に通っていたが、大学受験は3浪。東京経済大学入学後は4年間鳶職のアルバイトをしながら月400半荘ほど打っていた。卒業後は麻雀プロになると決めていたが、就職指導室の勧めで建設会社へ面接を受けに行き内定を得る。
1998年、サラリーマン1年目（26歳）でプロテストに合格。
2000年、A2リーグに昇格、父に「石の上にも三年」と言われたために続けていた会社を辞める。新宿にあった麻雀店の店長となり生計を立てていた。
2004年、A1リーグ昇格。
2005年、鳳凰位決勝に残り、最終日最終戦までトップを守るが、土田浩翔にマクられ、鳳凰位を逃す。
2006年、發王位を獲得。決勝卓において、最初の3回ラスから3回連続でトップを取り、親番連荘を「クマクマタイム」と呼ばれたり、片山まさゆきの漫画で「卓上の暴君」と呼ばれ始める。
2009年、初の鳳凰位を獲得。
2010年、鳳凰戦を連覇、2位の前原雄大に180ポイント近く差をつける歴史的圧勝であった。
2011年、十段戦初制覇。
2011年、三連覇を目指した鳳凰戦決定戦で荒正義に敗れる。
2012年、十段戦連覇。
2012年、3度目の鳳凰位を獲得（4回の安藤満、前原雄大に次ぐ記録）。
2013年、十段戦3連覇（河野高志、前原雄大に次ぐ3人目）。5年間で鳳凰位、十段位を6度制覇し、「絶対王者」と言われる。
2016年、7年連続で出場していた鳳凰位決定戦に出られず、スランプが噂され始める。
2018年、Mリーグteam雷電から2位指名を受ける。
2018年、12月、3年ぶりに鳳凰戦決定戦に進出するも前原雄大に敗れる。
Mリーグ初年度は7チーム中の最下位となり、自分がA級戦犯なのは間違いがない、と語った。
2021年12月8日、最終節を終えA1最下位となり初めての降格と、自身18年ぶりのA2リーグ参加が決まった。
2021年12月、最強戦優勝。8年ほどタイトルに見放され、Mリーグでは3年間ファイナルまで一度も進めず、この年は最下位、数日前には鳳凰戦A1リーグで降格が決まるなど苦戦する中での優勝であり、涙を流し「多井さんが、最近落ち目の僕に対して『セトが本気になったらこんなもんじゃない』と言ってくれた言葉がずっと支えになった」と語った。

## 人物
多井隆晴とは多井が麻雀連盟にいたころからの盟友。
最初に鳳凰位を獲得した2009年から、「嬉しかったこと。嫌だったこと。明日の目標」の3つを書く三行日誌を続けている。また睡眠をしっかりとることもルーティーンとしている。他のリラックス方法として自らドリップしたコーヒーを飲むこと、韓流ドラマやアニメ (日本のアニメーション作品)、漫画を読むことを挙げている。
親番で猛連荘をかけることが多く、連荘のかかっている間は「クマクマタイム（KKT）」と呼ばれる。
パチンコが趣味で地元のパチンコ店を「ベル子ちゃん」と呼んでいた。
インタビューでは何度も、他のことはなにも知らなくてもよいくらいの麻雀の職人になりたいと述べている。
既婚者。妻とはサラリーマンとの兼業時代に雀荘で知り合い31歳のときに結婚。麻雀の腕があり、対局後はふたりでディスカッションすることが日常となっていた。「（結婚して）この人に麻雀を教わったら鳳凰位になれると思った。これは本当です。僕の見た目は正しかったです。」と2021年の番組出演時に語っている。
江頭2:50のファン。「エガちゃんねる」内の麻雀企画で2度の解説を行った際に江頭Tシャツを着て臨んでおり、テロップでも「麻雀界重度のあたおか(江頭ファンの呼称)」と紹介されている。
高打点や逆転の手など、勝負所でツモあがりをする際に、牌を旋回させ人差し指で力強く叩きつける場面がある。このことを「トルネードツモ」と呼ぶ。

## 獲得タイトル
- 最強位 (第32期・第33期)
- 鳳凰位 (第26期・第27期・第29期)
- 十段位 (第28期・第29期・第30期)
- モンド名人 (第16回)
- 發王位 (第14期)

## Mリーグ成績
| シーズン | チーム           | 半荘 | 個人スコア | 個人スコア | 個人スコア | 最高スコア | 最高スコア | 4着回避率 | 4着回避率 | 連対率 | トップ率 | 平均 着順 | 1着 | 1.5 | 2着 | 2.5 | 3着 | 3.5 | 4着 | 参照   |
| シーズン | チーム           | 半荘 | Pt         | 順位       | 平均       | 点         | 順位       | 率        | 順位      | 連対率 | トップ率 | 平均 着順 | 1着 | 1.5 | 2着 | 2.5 | 3着 | 3.5 | 4着 | 参照   |
| -------- | ---------------- | ---- | ---------- | ---------- | ---------- | ---------- | ---------- | --------- | --------- | ------ | -------- | --------- | --- | --- | --- | --- | --- | --- | --- | ------ |
| 2018-19  | TEAM RAIDEN/雷電 | 28   | ▲283.4     | 20/21      | ▲10.1      | 55,000     | ――         | 0.61      | 21/21     | 42.9%  | 21.4%    | 2.75      | 6   | 0   | 6   | 0   | 5   | 0   | 11  | [ 15 ] |
| 2019-20  | TEAM RAIDEN/雷電 | 33   | 20.9       | 12/29      | 0.6        | 82,100     | 3/29       | 0.7879    | 11/29     | 42.4%  | 21.2%    | 2.58      | 7   | 0   | 7   | 1   | 10  | 1   | 7   | [ 16 ] |
| 2020-21  | TEAM RAIDEN/雷電 | 32   | 57.0       | 11/30      | 1.8        | 60,900     | 11/30      | 0.7813    | 11/30     | 50.0%  | 28.1%    | 2.44      | 9   | 0   | 7   | 0   | 9   | 0   | 7   | [ 17 ] |
| 2021-22  | TEAM RAIDEN/雷電 | 21   | ▲405.5     | 32/32      | ▲19.3      | 48,400     | 30/32      | 0.5238    | 32/32     | 33.3%  | 14.3%    | 3.00      | 3   | 0   | 4   | 0   | 4   | 0   | 10  | [ 18 ] |
| 2022-23  | TEAM RAIDEN/雷電 | 24   | ▲34.3      | 17/32      | ▲1.4       | 53,900     | 22/32      | 0.8333    | 4T/32     | 54.2%  | 16.7%    | 2.46      | 4   | 0   | 9   | 0   | 7   | 0   | 4   | [ 19 ] |
| 2023-24  | TEAM RAIDEN/雷電 | 24   | ▲1.9       | 16/36      | ▲0.1       | 90,500     | 2/36       | 0.7083    | 25T/36    | 54.2%  | 25.0%    | 2.50      | 6   | 0   | 7   | 0   | 4   | 0   | 7   | [ 20 ] |
| 2024-25  | TEAM RAIDEN/雷電 | 21   | 170.7      | 11/36      | 8.1        | 57,600     | 21/36      | 0.8571    | 7T/36     | 57.1%  | 33.3%    | 2.24      | 7   | 0   | 5   | 0   | 6   | 0   | 3   | [ 21 ] |
| 通算     | 通算             | 183  | ▲476.5     | ▲476.5     | ▲2.6       | 90,500     | 90,500     | 73.2%     | 73.2%     | 47.5%  | 23.0%    | 2.56      | 42  | 0   | 45  | 1   | 45  | 1   | 49  |        |

- 個人賞は規定打荘数（20半荘）以上の選手が対象
- 着順の1.5、2.5、3.5は1着同着、2着同着、3着同着
- 2019年シーズンから最高スコアが表彰対象に

| シーズン               | チーム                 | 半荘                   | 個人スコア             | 個人スコア             | 最高スコア             | 4着回避率              | 連対率                 | トップ率               | 平着                   | 1着                    | 1.5                    | 2着                    | 2.5                    | 3着                    | 3.5                    | 4着                    |                        |
| シーズン               | チーム                 | 半荘                   | Pt                     | 平均                   | 最高スコア             | 4着回避率              | 連対率                 | トップ率               | 平着                   | 1着                    | 1.5                    | 2着                    | 2.5                    | 3着                    | 3.5                    | 4着                    |                        |
| セミファイナルシリーズ | セミファイナルシリーズ | セミファイナルシリーズ | セミファイナルシリーズ | セミファイナルシリーズ | セミファイナルシリーズ | セミファイナルシリーズ | セミファイナルシリーズ | セミファイナルシリーズ | セミファイナルシリーズ | セミファイナルシリーズ | セミファイナルシリーズ | セミファイナルシリーズ | セミファイナルシリーズ | セミファイナルシリーズ | セミファイナルシリーズ | セミファイナルシリーズ | セミファイナルシリーズ |
| ---------------------- | ---------------------- | ---------------------- | ---------------------- | ---------------------- | ---------------------- | ---------------------- | ---------------------- | ---------------------- | ---------------------- | ---------------------- | ---------------------- | ---------------------- | ---------------------- | ---------------------- | ---------------------- | ---------------------- | ---------------------- |
| 2019-20                | TEAM RAIDEN/雷電       | 6                      | ▲91.3                  | ▲15.2                  | 53,400                 | 66.7%                  | 16.7%                  | 16.7%                  | 3.00                   | 1                      | 0                      | 0                      | 0                      | 3                      | 0                      | 2                      |                        |
| 2020-21                | TEAM RAIDEN/雷電       | 6                      | ▲94.2                  | ▲15.7                  | 38,600                 | 66.7%                  | 50.0%                  | 16.7%                  | 2.67                   | 1                      | 0                      | 2                      | 0                      | 1                      | 0                      | 2                      |                        |
| 2022-23                | TEAM RAIDEN/雷電       | 6                      | 77.1                   | 12.9                   | 75,900                 | 83.3%                  | 83.3%                  | 16.7%                  | 2.17                   | 1                      | 0                      | 4                      | 0                      | 0                      | 0                      | 1                      |                        |
| 2024-25                | TEAM RAIDEN/雷電       | 4                      | ▲94.3                  | ▲23.6                  | 44,500                 | 50.0%                  | 25.0%                  | 0%                     | 3.25                   | 0                      | 0                      | 1                      | 0                      | 1                      | 0                      | 2                      |                        |
| セミファイナル通算     | セミファイナル通算     | 22                     | ▲202.7                 | ▲9.2                   | 75,900                 | 68.2%                  | 45.5%                  | 13.6%                  | 2.73                   | 3                      | 0                      | 7                      | 0                      | 5                      | 0                      | 7                      |                        |
| ファイナルシリーズ     |                        |                        |                        |                        |                        |                        |                        |                        |                        |                        |                        |                        |                        |                        |                        |                        |                        |
| 2022-23                | TEAM RAIDEN/雷電       | 4                      | 57.6                   | 14.4                   | 45,900                 | 75.0%                  | 50.0%                  | 50.0%                  | 2.25                   | 2                      | 0                      | 0                      | 0                      | 1                      | 0                      | 1                      |                        |
| 2024-25                | TEAM RAIDEN/雷電       | 4                      | 53.5                   | 13.4                   | 59,900                 | 75.0%                  | 50.0%                  | 50.0%                  | 2.25                   | 2                      | 0                      | 0                      | 0                      | 1                      | 0                      | 1                      |                        |
| ファイナル通算         | ファイナル通算         | 8                      | 111.1                  | 13.9                   | 59,900                 | 75.0%                  | 50.0%                  | 50.0%                  | 2.25                   | 4                      | 0                      | 0                      | 0                      | 2                      | 0                      | 2                      |                        |
| ポストシーズン通算     | ポストシーズン通算     | 30                     | ▲91.6                  | ▲3.1                   | 75,900                 | 70.0%                  | 46.7%                  | 23.3%                  | 2.60                   | 7                      | 0                      | 7                      | 0                      | 7                      | 0                      | 9                      |                        |

## 書籍

### 著書
- 麻雀 アガリの技術（2012年5月16日、マイナビ） ISBN 978-4839942823
- 最強戦の魔物 なぜ瀬戸熊は連覇できたのか 共著:木村由佳（2023年10月27日、竹書房） ISBN 978-4801937505

### 関連本
- Mリーガーの素顔（2023年12月5日 竹書房）著者:黒木真生 ※佐々木寿人・多井隆晴・滝沢和典・瀬戸熊直樹など活躍中のMリーガー14名の素顔を語る。ISBN 978-4801937987

## 出演

### 映画
- 麻雀最強戦 the movie（2022年11月18日公開、マグネタイズ）監督:原澤遊風[22]

### テレビドラマ
- いねむり先生（2013年9月15日、テレビ朝日・ドラマスペシャル）- 闘牌監修
- 天 天和通りの快男児 第1話 (2018年10月3日、テレビ東京・ドラマパラビ)

### テレビ
- モンド麻雀プロリーグ（MONDO TV）

### ウェブテレビ
- 藤田晋invitational RTDリーグ（2016年 - 2018年、AbemaTV)
- 天 天和通りの快男児 第12話 (2018年10月4日、Paravi)- 第2話 ～第12話まで全話一挙配信
- 新春オールスター麻雀大会2019（2019年1月2日 - 3日、AbemaTV）[23]